# Sebastian Preuss
Sebastian Preuss (* 9. Mai 1990 in München) ist ein deutscher Kickboxer und Fernsehdarsteller. Vom 8. Januar bis 4. März 2020 war er der Protagonist der zehnten Staffel des Reality-Formats Der Bachelor auf RTL.

## Leben
Sebastian Preuss wuchs mit seiner alleinerziehenden Mutter und zwei Geschwistern im Münchner Stadtteil Fürstenried West auf. Sein älterer Bruder war drogenabhängig und starb 2013 im Alter von 29 Jahren an einer Überdosis des Schmerzmittels Fentanyl. Im Alter von 14/15 Jahren geriet Preuss nach eigenen Angaben auf die schiefe Bahn, umgab sich mit falschen Freunden und war an Straßenschlägereien beteiligt. Er erhielt mehrere Anzeigen wegen Körperverletzung und wurde zu einer Jugendstrafe verurteilt. Wegen Wiederholungsgefahr kam er in Untersuchungshaft und saß ein halbes Jahr in der JVA Stadelheim ein. Seinen 19. Geburtstag verbrachte er im Gefängnis.
Nach seiner Haftentlassung begann Preuss zunächst mit dem Thaiboxen und absolvierte eine Ausbildung zum Maler und Lackierer. Mittlerweile leitet er hauptberuflich als selbstständiger Malermeister einen Betrieb mit drei Fachangestellten in München.
Nebenberuflich ist Preuss als Profi-Kickboxer aktiv. Für den professionellen Kampfsport wurde er von dem bekannten deutschen Kickbox-Trainer Mladen Steko entdeckt. Preuss ist mehrfacher Deutscher Meister im Kickboxen. Im Februar 2018 wurde er WKU-Europameister in der 90-Kilo-Klasse. Im April 2018 wurde er in München schließlich WKU-Weltmeister in der 90-Kilo-Klasse. Im Juni 2019 verteidigte er erfolgreich den Weltmeistertitel. Preuss ist außerdem „ISKA Amateur Weltmeister“ (2015).
Preuss war nach zwei längeren Beziehungen seit Februar 2018 wieder Single. Anfang des Jahres 2021 gab er bekannt, wieder liiert zu sein.
Anfang April 2020 hatte er über 204.000 Follower auf Instagram, Mitte Juli 2021 etwa 153.000 Follower und im Juni 2025 noch 108.000.
```
Neben dem Sport gehören 
Reisen
, 
Wandern
 und 
Klettern
 in der 
bayerischen
 Berg- und Seenlandschaft zu seinen Hobbys.
[
2
]
[
3
]
 Preuss lebt in München.
[
6
]
```

## Weiteres
Im Januar 2020 wurde in den Medien eine angebliche Tat Preuss’ thematisiert: So soll er im Jahr 2009 als 18-Jähriger am Flaucher in München einen Mann, dessen Akzent ihm nicht passte, mit einem Schwan verprügelt haben. Preuss streitet diesen Vorwurf ab, wurde jedoch dafür verurteilt. Der NDW-Sänger Andreas Dorau veröffentlichte 2017 ein Lied mit dem Titel Ossi mit Schwan über den Vorfall.
Am 30. Mai 2020 verlor er die Kontrolle über seine BMW XR auf der Staatsstraße 2065 zwischen Münsing und Holzhausen am Starnberger See und stieß auf der Gegenfahrbahn mit einem BMW-Cabrio zusammen. Daher wurde er am 27. September 2021 vom Wolfratshauser Amtsgericht wegen verbotenen Kraftfahrzeugrennens und fahrlässiger Gefährdung des Straßenverkehrs zu einer Freiheitsstrafe von sechs Monaten verurteilt. Die Strafe wurde für zwei Jahre zur Bewährung ausgesetzt. Seit dem Unfall gilt er zu 70 Prozent als schwerbehindert und kann seinen Beruf als Maler und Lackierer nicht mehr ausüben.